# 童子問
『童子問』（どうじもん）は、江戸時代前期の儒学者伊藤仁斎が著した漢文体による問答形式の儒教の概説書。全3巻。

## 概要
仁斎が元禄4年（1691年）頃より稿を起こし、2年後には序を記しているが、その後も宝永2年（1705年）に仁斎が没するまで改訂・加筆を行った。仁斎の没後に息子の伊藤東涯や門人の林景范によって校訂・清書が行われ、彼らの尽力によって宝永4年（1707年）に刊行された。仁斎が創設し東涯が継承した古義堂では、基本書として重視され、東涯が行った注釈を記した『童子問標釈』も没後の寛保2年（1742年）に刊行された。
宋の欧陽脩の『易童子問』などを範として童子と師匠との問答形式で仁斎の考える儒教の原理・方法・実践を論じている。特に朱子学・陽明学などの宋学を仏教や道教の影響を受けた考え方として排除し、孔子の教えは『論語』に従い、不明な点があれば『孟子』を用いるように唱えている。

## 刊行版
- 『童子問』、各・清水茂校注
  - 岩波書店・日本古典文学大系 近世思想家文集 1966年（原文、書き下し文）
  - 岩波文庫（書き下し文）、1970年。度々再版